# Nový Kostel
Nový Kostel (deutsch Neukirchen) ist eine Gemeinde in Tschechien. Sie liegt sieben Kilometer östlich von Plesná (Fleißen) und gehört zum Okres Cheb.

## Geographie

### Geographische Lage/Geologie
Nový Kostel befindet sich im Tal des Baches Lubinka im Süden des Elstergebirges. Westlich des Ortes verläuft die Bahnstrecke Tršnice–Luby, die Bahnstation Nový Kostel liegt zwei Kilometer westlich des Ortes in Spálená. Östlich verläuft das mit der Talsperre Horka geflutete Tal des Libocký potok (Leibitschbach).
Der Ort steht im Mittelpunkt der Schwarmbeben in Westböhmen und im Vogtland, die gelegentlich bis in das benachbarte Deutschland deutlich wahrnehmbar sind.

### Gemeindegliederung
Die Gemeinde Nový Kostel besteht aus den Ortsteilen Božetín (Fassattengrün), Čižebná (Zweifelsreuth), Horka (Berg), Hrzín (Hörsin), Kopanina (Frauenreuth), Mlýnek (Mühlgrün), Nový Kostel (Neukirchen) und Spálená (Brenndorf). Grundsiedlungseinheiten sind Bor (Haid), Božetín, Čižebná, Horka, Hrzín, Kopanina, Lesná (Wallhof), Mlýnek, Nový Kostel, Smrčí (Krondorf), Spálená und Svažec (Ehmet). Zu Nový Kostel gehören außerdem die Ansiedlungen Nový Dvůr (Dreigrün) und Oldřišská (Ullersgrün).
Das Gemeindegebiet gliedert sich in die Katastralbezirke Bor u Kopaniny, Božetín, Čižebná, Horka u Milhostova, Hrzín u Nového Kostela, Kopanina, Lesná u Nového Kostela, Mlýnek, Nový Kostel, Smrčí u Nového Kostela und Svažec.

### Nachbargemeinden
| Plesná (Fleißen)       | Luby (Schönbach)                            |                       |
| Křižovatka (Klinghart) | Kompassrose, die auf Nachbargemeinden zeigt | Krajková (Gossengrün) |
|                        | Milhostov (Mühlessen)                       | Habartov (Habersbirk) |

Direkte Nachbarorte sind Božetín (Fassattengrün) und Oldřišská (Ullersgrün) im Norden, Bernov im Nordosten, Čižebná im Osten, Květná und Kopanina (Frauenreuth) im Südosten,  Lesná  und Hrzín (Hörsin) im Süden sowie Spálená im Westen.

### Geologie
Nový Kostel liegt in einem Zentrum seismologischer Aktivitäten.

## Geschichte
Die Besiedlung der Gegend erfolgte im 13. Jahrhundert vermutlich durch Lokatoren des Klosters Waldsassen. Das Kloster verkaufte im Jahr 1348 aus finanziellen Gründen das Schönbacher Ländchen an Rüdiger von Sparneck. Nachfolgend gehörten Fassattengrün, Ullersgrün, Frauenreuth, Ehmet, Krondorf, Wallhof, Berg, Hörsin, Zweifelsreuth, Mühlgrün, Brenndorf, Dreigrün und Haid zum Herrschaftssitz Wallhof. Besitzer waren bis 1838 drei Jahrhunderte lang die Vladiken Mulz von Walda, die sich auch „Mulz von Waldau auf Wallhof und Neuhof“ nannten. Ihnen folgten die von Hartenberg.
Neukirchen selbst entstand erst nach der Reformationszeit im 17. Jahrhundert. Die Grundherrschaft Wallhof, zu der dieses Gebiet gehörte, war vor 1444 nach Klinghart und danach nach  Frauenreuth  eingepfarrt. Zu dieser Zeit war die Grundherrschaft Klinghart eine protestantische Gegend mit evangelisch-lutherischem Glauben.
Im Wald zwischen Wallhof und Neuhof (Brenndorf) stand um 1611 eine kleine Kapelle mit einem hölzernen Kreuz. Die Kreuzherren mit dem Roten Stern auf Maria Kulm erwirkten das Recht, für die wenigen Katholiken in der Kapelle Gottesdienste abzuhalten. Einer von diesen, der sich in Maria Kulm (Chlum Svaté Maří) nach einer Erkrankung versorgen ließ, knüpfte Verbindung zum dortigen katholischen Pfarrer Sebastian Christian. Auf dessen Anregung soll 1613 am Platz der kleinen Kapelle der Bau einer katholischen Kirche errichtet worden sein, bei welcher sich Neusiedler niederließen, die nach Kulm gepfarrt war. 1657 wurde die Kirche auf Ersuchen der Herrschaftsbesitzer Mulz von Waldau zur Pfarrkirche erhoben. Die um die neue Kirche entstandene Ansiedlung erhielt den Namen Neukirchberg, hatte 1771 30 Häuser; 1785 standen in dem Dorf Neukirch 50 Häuser.
1840 führte eine lange Dürre zu einer Hungersnot. Zehn Jahre später brachte Militär, das sich im Dorf einquartierte, den Typhus mit. Neukirchen war ein Bauerndorf, dessen Bewohner sich mit der Weberei ein Zubrot verdienten. Später wurde es ein Zentrum des häuslichen Geigenbaus im Musikwinkel. Die Instrumente wurden von Faktoren in Schönbach angekauft und exportiert.
Nach der Aufhebung der Patrimonialherrschaften bildete Neukirchen mit Brenndorf, Dreigrün, Zweifelsreuth, Ehmet, Krondorf und Wallhof ab 1850 eine Gemeinde im Gerichtsbezirk Wildstein bzw. im Bezirk Eger. 1894 wurde eine Wasserleitung gebaut. Die bereits seit 1657 bestehende Schule wurde Pfarrschule mit vier Klassen. 1879 erhielt der Ort ein neues Schulhaus. Im Jahre 1900 nahm die Lokalbahn Tirschnitz–Wildstein–Schönbach den Betrieb auf und förderte die wirtschaftliche Entwicklung des Ortes. In Brenndorf entstand die Bahnstation Neukirchen-Brenndorf. 1905 wurde eine Textilfachschule errichtet. Seit 1921 wurde auch der tschechische Name Nový Kostel verwendet. Im Jahr 1930 lebten in der Gemeinde 1226 überwiegend deutschsprachige Menschen. Die größte Blütezeit erlangte das Dorf vor dem Zweiten Weltkrieg. Nach dem Münchner Abkommen 1938 wurde Neukirchen dem Deutschen Reich zugeschlagen und gehörte bis 1945 zum Landkreis Eger. 1939 hatte Neukirchen 1137 Einwohner. Nach Kriegsende kam die Gemeinde zur Tschechoslowakei zurück und die Deutschen wurden im Zuge der Vertreibung der Deutschen aus der Tschechoslowakei im Frühjahr 1946 enteignet und zum Verlassen des Ortes gezwungen. Die Transporte gingen zum größten Teil nach Bayern und in die Ostzone.

## Persönlichkeiten
- Erich Eibl (* 1945), österreichischer Karikaturist

## Sehenswürdigkeiten

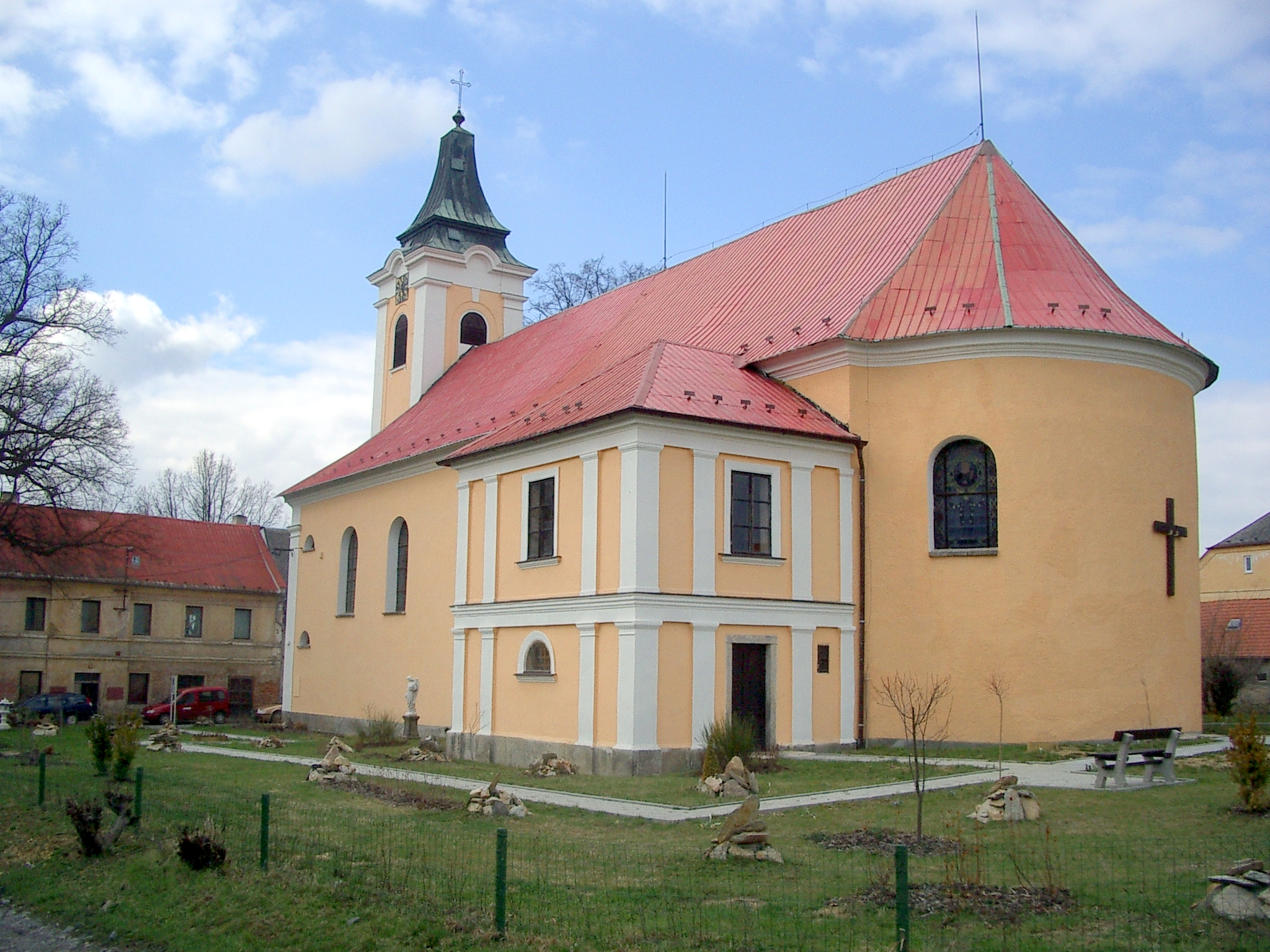
Kirche der Erhebung des Hl. Kreuzes in Nový Kostel

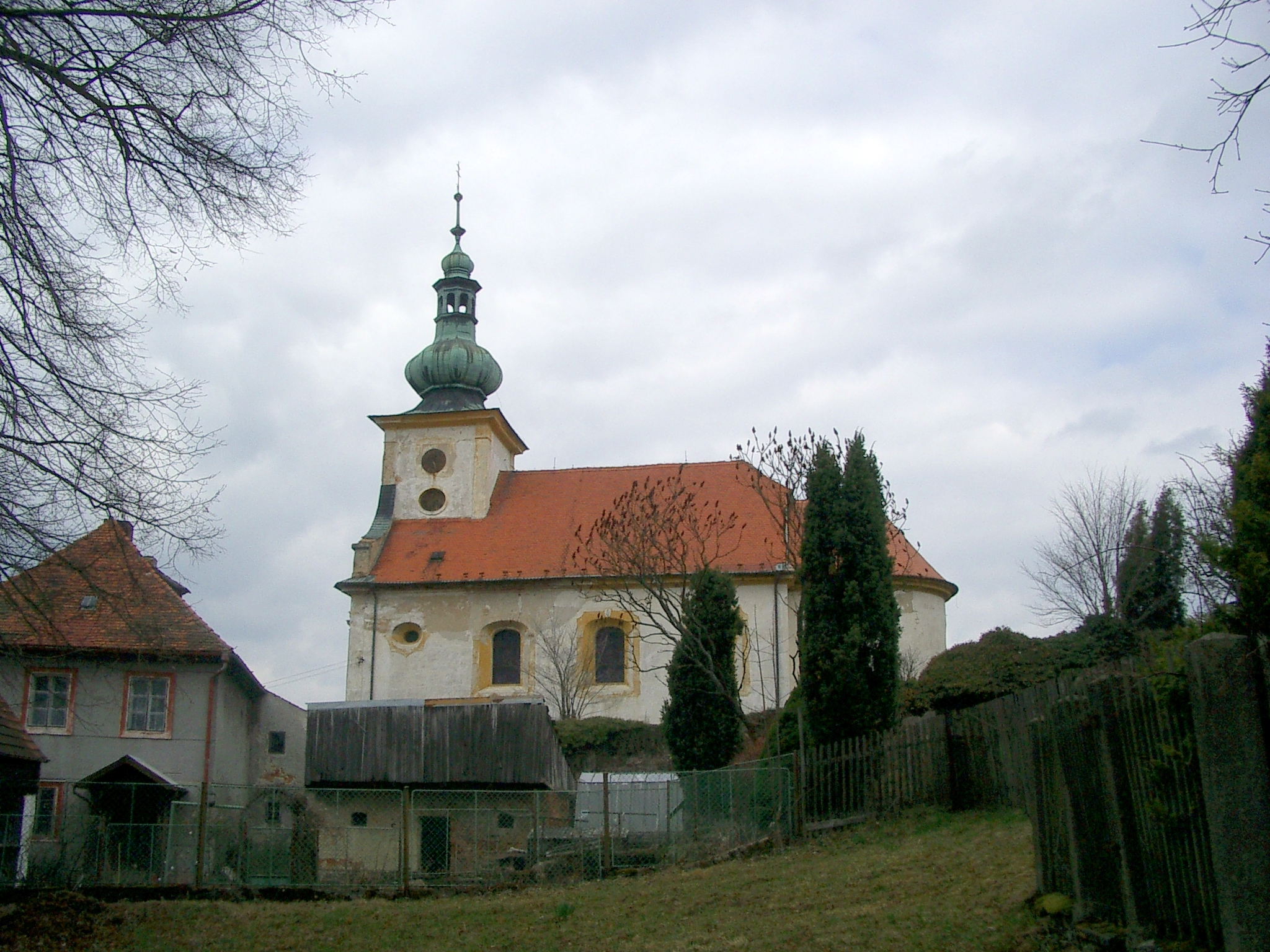
Kirche St. Georg in Kopanina

- Kirche der Erhöhung des Hl. Kreuzes in Nový Kostel, errichtet 1613. Das Gotteshaus wurde im Jahr 1776 vergrößert. 1845 schlug der Blitz in den Kirchturm ein, der dabei ausbrannte und die Glocken schmolzen. Im Jahre 1884 wurde die Turmuhr angebracht.
- Statuen der Muttergottes mit Jesukind mit der Inschrift H.I.S.W, S. anno 1716 neben der Pfarrkirche.
- Statue des Hl. Johannes von Nepomuk aus dem Jahre 1731, vor der Pfarrkirche. Am Sockel die Inschrift: DIVE JOANNES NEPOMUCENSUS TVERRE NOS HIC IN TERRIS ER UBIVIS.
- Kirche St. Georg in Kopanina, ein Barockbau aus den Jahren 1768–1770.
- Herrenhaus in Kopanina, errichtet im 17. Jahrhundert.
- Historischer Getreidespeicher in Kopanina.
- Talsperre Horka.

## Weblinks

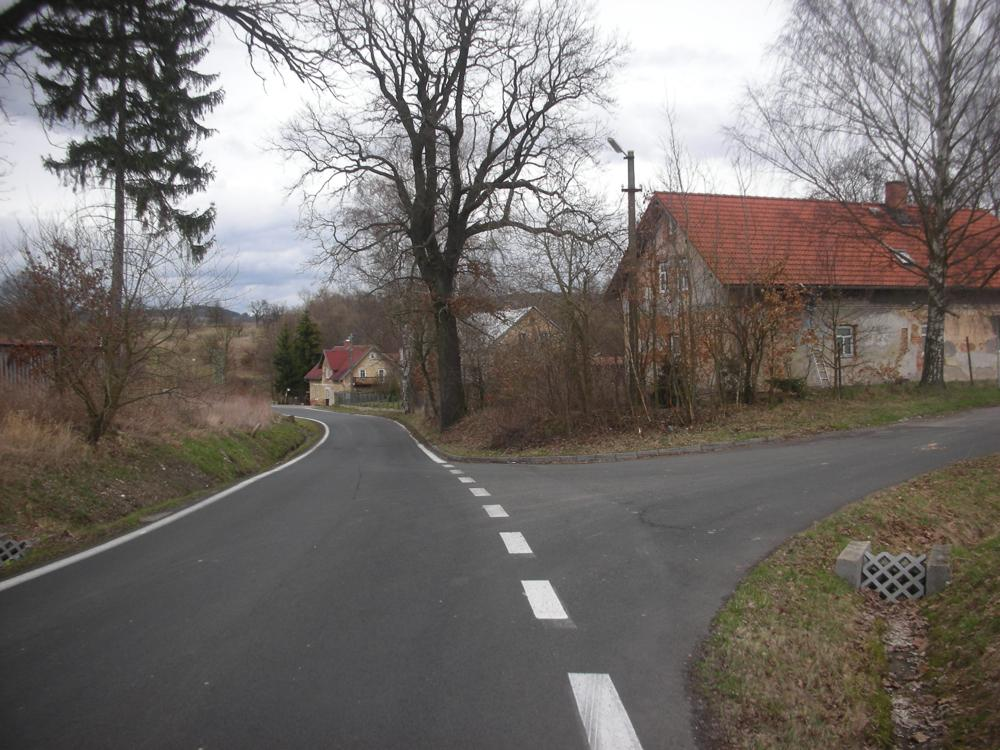
Durchgangsstraße in Hrzin